# 최지성 (기업인)
최지성(崔志成, 1951년 2월 2일~)은 대한민국의 기업인이다.

## 학력
- 서울대학교 무역학 학사
- 서울고등학교

## 경력
- 1991년 3월 : 삼성반도체 기흥관리팀 팀장
- 1992년 1월 ~ 1992년 12월 : 삼성전자 반도체판매사업본부 메모리수출담당 사업부장
- 1993년 1월 ~ 1993년 10월 : 삼성전자 반도체판매사업본부 메모리수출담당 사업부장
- 1993년 10월 ~ 1994년 12월 : 삼성회장비서실 전략1팀장 대우이사
- 1994년 12월 ~ 1995년 12월 : 삼성전자 반도체본부 메모리영업담당 이사
- 1996년 1월 ~ 1997년 12월 : 삼성전자 반도체판매사업부장 상무이사
- 1998년 1월 ~ 1998년 8월 : 삼성전자 반도체판매사업부장 전무이사
- 1998년 9월 ~ 2000년 1월 : 삼성전자 정보가전총괄 디스플레이사업부장 전무이사
- 2000년 1월 ~ 2000년 2월 : 삼성전자 정보가전총괄 디스플레이사업부장 부사장
- 2000년 2월 : 삼성전자 디지털미디어총괄 디스플레이사업부장 부사장
- 2001년 3월 ~ 2002년 1월 : 삼성전자 디지털미디어총괄 영상디스플레이사업부장 부사장
- 2002년 1월 : 삼성전자 디지털미디어네트워크총괄 영상디스플레이사업부장 부사장
- 2003년 3월 ~ 2004년 1월 : 삼성전자 디지털미디어총괄 부사장
- 2004년 1월 ~ 2005년 1월 : 삼성전자 디지털미디어총괄 겸 디자인경영센터장 사장
- 2005년 1월 ~ 2007년 1월 : 삼성전자 디지털미디어총괄 겸 영상디스플레이사업부장 사장
- 2007년 1월 : 삼성전자 정보통신총괄 사장
- 2007년 8월 : 삼성전자 정보통신총괄 무선사업부장
- 2009년 : 삼성전자 디지털미디어커뮤니케이션부문 사장
- 2009년 : 수원 삼성 블루윙즈 구단주
- 2009년 12월 : 삼성전자 대표이사 사장
- 2010년 : 삼성전자 대표이사 부회장선
- 2012년 6월 ~ 2017년 2월: 삼성그룹 미래전략실 실장, 부회장